# Morris Commercial J4
Morris Commercial J4 — фургон із переднім керуванням вагою 10 cwt (0,5 тонни), випущений компанією Morris Commercial у 1960 році та вироблявся з двома оновленнями до 1974 року.

## Історія

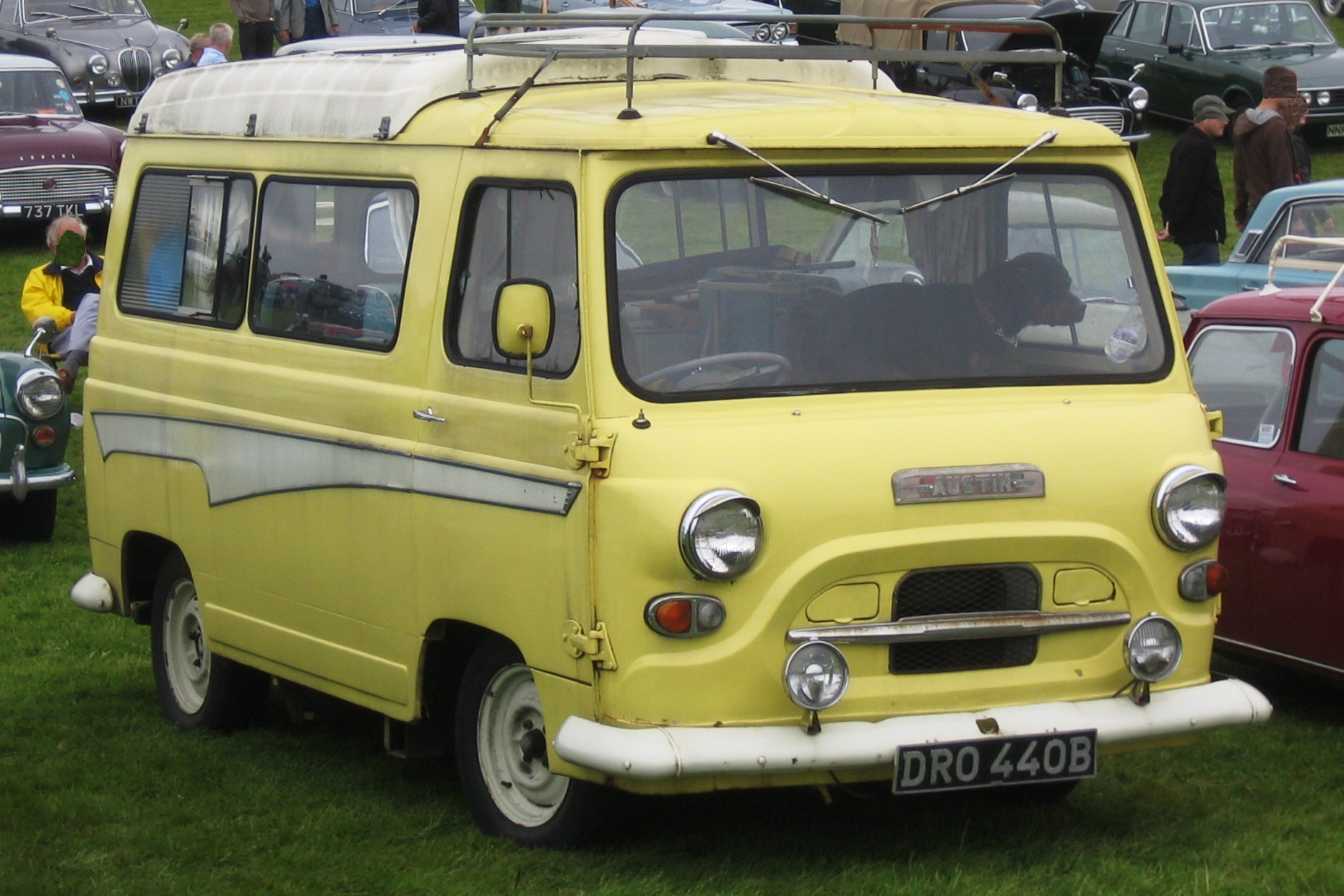
Austin J4

Фургон спочатку продавався як Morris J4 і Austin J4. Після створення British Leyland Motor Corporation у 1968 році, до складу якої ввійшла British Motor Corporation (BMC), на той час дочірня компанія British Motor Holdings, фургон отримав назву BMC J4.
Фургон був оснащений знайомим бензиновим двигуном серії B об’ємом 1622 куб.см, а також, за додаткову плату, дизельним двигуном об’ємом 1500 куб.см. Зупиняюча потужність надходила від барабанних гальм; не було серводопомоги. Підвіска була подібна до підвіски Austin Cambridge/Morris Oxford того часу: передня незалежна підвіска включала гвинтові пружини та гідравлічні амортизатори типу важеля, тоді як задня пружина була досягнута напівеліптичними листовими ресорами.
У 1960-х роках легкі фургони часто називали просто за їх вантажопідйомністю, а фургон того часу часто називали просто Morris 10/12 cwt.
За час свого життя фургон зазнав незначних доробок під метал. Однак навіть у 1967 році фургони все ще поставлялися з синхронізаторами лише на трьох верхніх передачах переднього ходу. Двигун знаходився у кабіні водія між двома сидіннями: фургон вважався надзвичайно шумним навіть у 1960-х роках. Автомобіль на базі J4 з бензиновим двигуном був випробуваний британським журналом Autocar у 1967 році. Він розвивав максимальну швидкість 63 милі/год (101 км/год) і час від 0 до 50 миль/год (80 км/год) за 20,2 секунди. Автомобіль під час тестування важив 2910 фунтів (1320 кг), а загальна витрата бензину під час тестування становила 22,7 миль на галлон (12,4 л/100 км; 18,9 миль на галон в США).

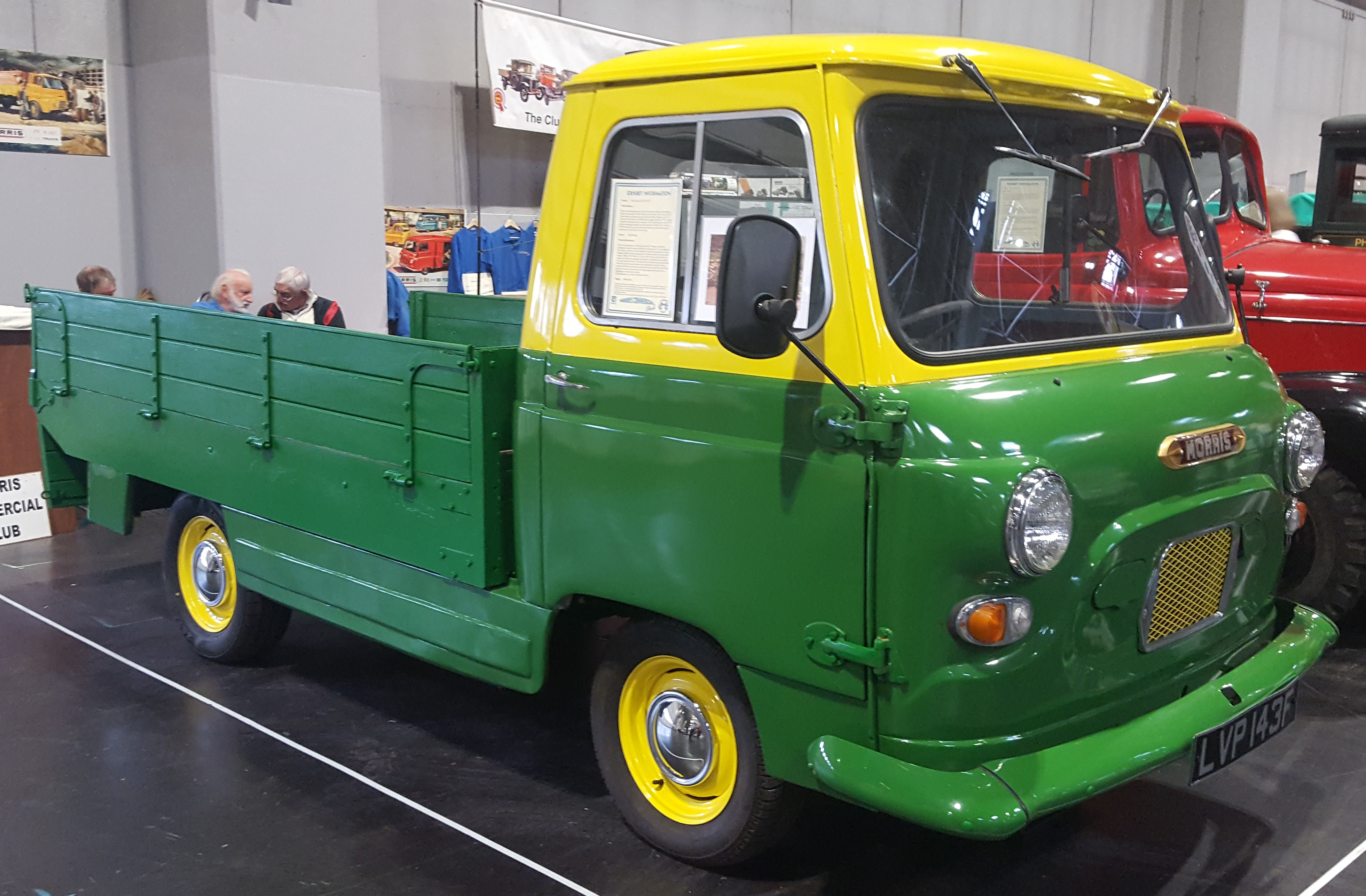

Цей фургон став звичним видовищем на британських вулицях, збираючи та доставляючи пошту в лівреї Поштового відділення Королівської пошти. Незважаючи на те, що він був досить успішним легким рекламним засобом, він продавався в основному завдяки високій ціні великим автопаркам, які після 1965 року жили в тіні популярного Ford Transit з переднім двигуном, як і кілька інших легких комерційних автомобілів 60-х/70-х років британського виробництва, таких як Standard Atlas, Commer FC і колишній лідер у своєму класі, але тепер старіючий Bedford CA. Незважаючи на те, що Morris J4 був якісним фургоном, він запропонував досить погані враження від водіння навіть за стандартами того часу.
В останньому модельному році (1973-74) розсувні передні двері були замінені парою звичайних передніх дверей на петлях.
J4 був замінений у 1974 році фургоном Sherpa з переднім розташуванням двигуна, у якому використано задню панель J4 практично без змін. Sherpa залишався у виробництві в різних формах до 2006 року. За цей час, з різною колісною базою та шириною колії, він став Freight Rover, LDV 200, LDV Pilot. LDV Maxus був абсолютно новою розробкою, випущеною спільно з Daewoo.
Протягом більшої частини цього часу він також став доступним як шасі з кабіною, пікап, самоскид, Luton, міні-автобус і кемпер (моторний караван).

## Двигуни
- 1,6 L BMC B 61 к.с.
- 1,5 L Diesel 40 к.с.